# Йешил джамия
Йешил джамия или Зелената джамия (на македонска литературна норма: Јешил џамија) е мюсюлмански храм, намиращ се в кичевското село Преглово, Северна Македония.

## История
Джамията е разположена в центъра на селото. Издигната е в XIX век.